# Песчанка (Винницкая область)
Песча́нка (укр. Піщанка) — посёлок городского типа, административный центр Песчанского района Винницкой области Украины.

## История
Первое упоминание о поселении в письменных источниках относится к 1734 году. До 1784 года называлось Песчаная. 
После второго раздела Речи Посполитой в 1793 году село вошло в состав Российской империи. В 1898 году Песчанка являлась местечком Ольгопольского уезда Подольской губернии с населением 2773 человек.
В январе 1918 года здесь была установлена Советская власть, но уже вскоре село было оккупировано немецкими войсками, а затем оказалось в зоне боевых действий гражданской войны.
В ходе Великой Отечественной войны в 1941—1944 гг. селение находилось под немецко-румынской оккупацией. 
С 1956 года — посёлок городского типа. В 1975 году здесь действовали комбинат строительных материалов и несколько предприятий пищевой промышленности.
В 1982 году население составляло 6,1 тыс. человек, здесь действовали карьероуправление, маслодельный цех Крыжопольского молочного завода, хлебный завод, комбикормовый завод, райсельхозхимия, межколхозная строительная организация, комбинат бытового обслуживания, четыре общеобразовательные школы, одна музыкальная школа, больница, Дом культуры, шесть библиотек и кинотеатр.
В январе 1989 года численность населения составляла 6347 человек.
В мае 1995 года Кабинет министров Украины утвердил решение о приватизации находившегося здесь отделения райсельхозтехники, в октябре 1995 года было утверждено решение о приватизации райсельхозхимии.
В феврале 2007 года находившийся здесь завод продовольственных товаров был признан банкротом и началась процедура его ликвидации.
По состоянию на 1 января 2013 года численность населения составляла 5318 человек.

## Экономика
- карьер[10]

## Транспорт
Посёлок находится в 7 км от ближайшей железнодорожной станции Попелюхи (линия Жмеринка — Раздельная Одесской железной дороги).

## Религия
В посёлке действует Свято-Успенский храм Песчанского благочиния Могилёв-Подольской епархии Украинской православной церкви.

## Известные уроженцы
В селе Песчанка родилась олимпийская чемпионка по гребле на байдарках Юлия Рябчинская. Здесь же она и похоронена.
В селе Песчанка в 1924 году родилась Сарра Мордковна Гержой, мать известного российско-израильского поэта Михаила Сипера Михаил Сипер